# Przegaliny Duże
Przegaliny Duże – wieś w Polsce położona w województwie lubelskim, w powiecie radzyńskim, w gminie Komarówka Podlaska.
| SIMC    | Nazwa    | Rodzaj    |
| ------- | -------- | --------- |
| 0014278 | Folwark  | część wsi |
| 0014284 | Zawsiowa | część wsi |

Pierwsze wzmianki o Przegalinach pochodzą z XV wieku. Do 1929 roku istniała gmina Przegaliny. 
Wieś stanowi sołectwo gminy Komarówka Podlaska. Według Narodowego Spisu Powszechnego z roku 2011 wieś liczyła 512 mieszkańców.

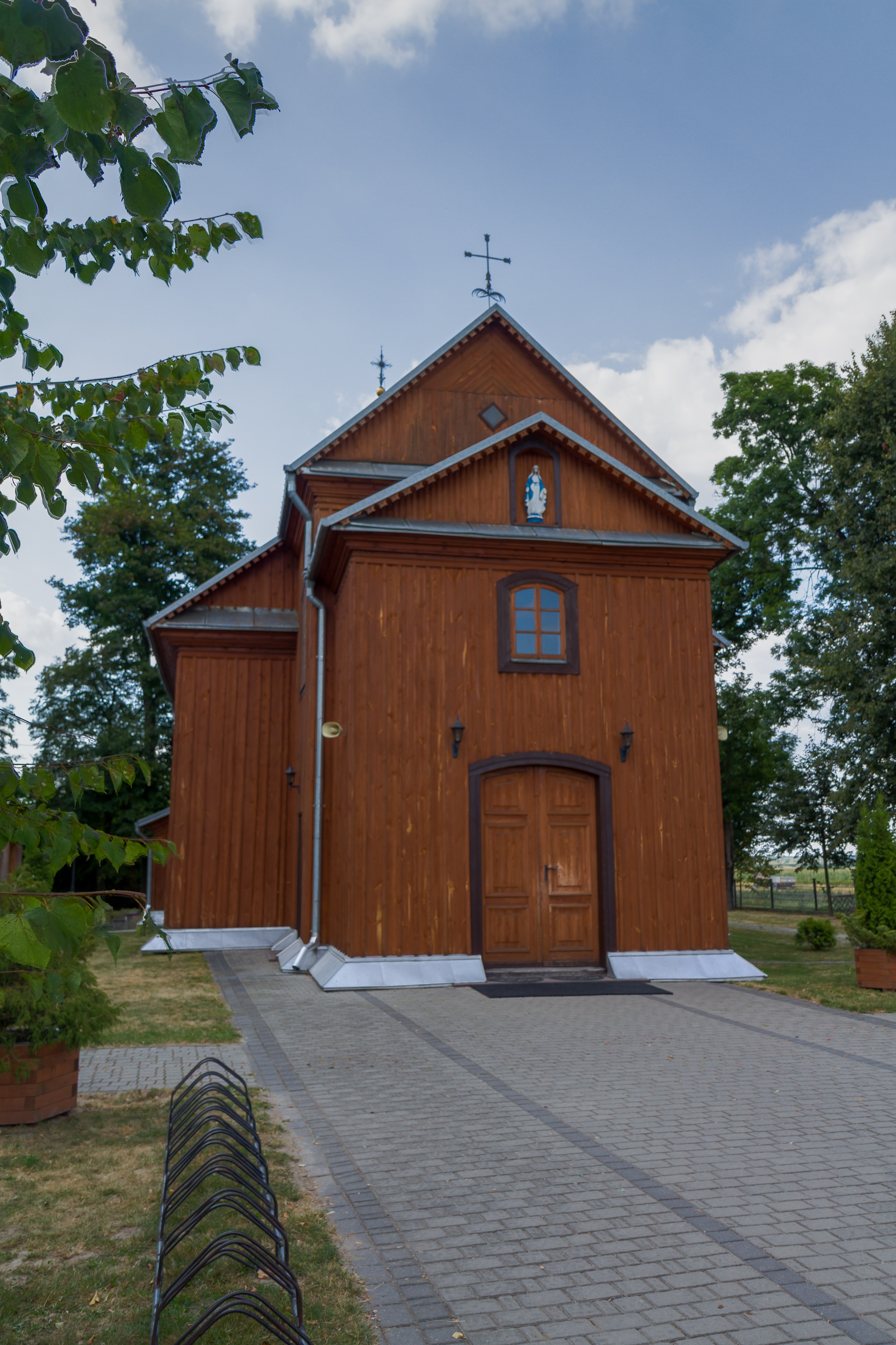
Kościół Opieki MB
z 1 poł. XIX w.

Wieś jest siedzibą rzymskokatolickiej parafii Opieki Najświętszej Maryi Panny.
W latach 1954-1968 była siedzibą gromady Przegaliny Duże, po jej zniesieniu w gromadzie Komarówka Podlaska. W latach 1975–1998 miejscowość administracyjnie należała do województwa bialskopodlaskiego.